# Transformers: War for Cybertron
Transformers: War for Cybertron é um jogo de tiro em terceira pessoa baseado na franquia Transformers, desenvolvido pela High Moon Studios e publicado pela Activision. Foi lançado para Xbox 360, PlayStation 3 e Microsoft Windows em junho de 2010. Duas versões portáteis foram lançadas para o Nintendo DS, uma apresentando uma campanha de Autobot, a outra uma campanha de Decepticon. Um jogo para Wii, Transformers: Cybertron Adventures, foi desenvolvido pela Next Level Games e utiliza os mesmos personagens e cenário de War for Cybertron.

## Jogabilidade
War for Cybertron é jogado em uma perspectiva de terceira pessoa. Os transformers são classificados em quatro categorias principais: Líder, Soldado, Cientista e Batedor. Cada personagem na campanha é classificado como um desses tipos, e seu armamento, habilidades e forma de veículo são amplamente influenciados por sua classe de personagem. Os jogadores podem mudar entre as formas à vontade, e cada forma tem habilidades únicas. Enquanto na forma de robô, os personagens também podem coletar diferentes armas, uma reminiscência daquelas encontradas em jogos de tiro em primeira pessoa. Já na forma de veículo, cada personagem pode aumentar sua velocidade.